# Euthemis minor
Euthemis minor är en tvåhjärtbladig växtart som beskrevs av William Jack. Euthemis minor ingår i släktet Euthemis och familjen Ochnaceae. Inga underarter finns listade i Catalogue of Life.